# Neli Sadovska
Neli Sadovska (bulgarisch Нели Садовска; * 19. Januar 1943 in Bosilegrad; † 23. Juli 2019 in Wien) war eine bulgarische Dichterin. Sie ist Autorin von zwölf Lyriksammlungen und zahlreichen in literarischen Periodika und Sammelbänden veröffentlichten Gedichten.

## Biographie
Sadovska wurde im Januar 1943 in Bosilegrad, damals noch im Zarentum Bulgarien, geboren. Ihr Vater war der Rechtsanwalt Atanas Tantchew Sadovski (Mitglied der Bulgarischen Volksunion der Bauern „Vrabča 1“ und nach 1945 der oppositionellen Bulgarischen Volksunion der Bauern – Nikola Petkov); er war bis dahin Bürgermeister von Bregowo und nach der kurzzeitigen Rückkehr der ehemaligen Bulgarischen Westgebiete an Bulgarien als Versorgungskommissar angestellt. Ihre Mutter Maria Sachariewa entstammte der Bosilegrader Familie des Ethnographen, Folklore-Forscher und Historikers Jordan Sachariew. 1944 ließ sich die Familie in Sadowetz (Region Plewen) nieder, wo Sadovska ihre frühe Kindheit verbrachte. Von 1950 bis 1952 war ihr Vater im kommunistischen Arbeitslager Belene auf der Donauinsel Persin als politischer Gefangener interniert, da er sich in öffentlichen Reden vehement gegen die gewaltsame Kollektivierung in Bulgarien und die Expropriation der Bauern und Landwirte zugunsten der „TKZS“ (der bulgarischen Version der sowjetischen Kolchosen) ausgesprochen hatte. Reminiszenzen an diese Periode, die mit dem Thema der Verbannung, der Trennung vom Lande und der Entwurzelung des Menschen sind in den Büchern der Dichterin Острова (Die Insel) und Pustozweti enthalten.
Sadovska schloss 1960 das Gymnasium in Lukowit ab. Ihr Studium der bulgarischen Philologie und Slawistik (russische und kroatische Sprache und Literatur) an der Universität Sofia absolvierte sie im Jahr 1966. Anschließend schrieb sie Literatur-, Theater- und Filmkritiken und verfasste über 600 Aufsätze und Rezensionen für die bulgarische Presse. Ab 1973 etablierte sie sich mit ihrer Familie in Kjustendil und wirkte dort zunächst als Kuratorin in der Abteilung „Ethnographie und Folklore“ des Historischen Museums, arbeitete dann als Journalistin und Literaturlehrerin und von 1982 bis 1987 als Chefredakteurin der Zeitung Ruen.
Ab 1987 lebte sie in Sofia. Nach ihrer Übersiedelung nach Wien im Jahr 1992 studierte sie am Institut für Slawistik der Universität Wien, wo ihre Dissertation zunächst von Slavomír Wollman und ab 1994 von Sergei Sergejewitsch Awerinzew betreut wurde. Dies war zugleich die produktivste Periode ihres Schaffens, in der insgesamt zehn ihrer zwölf Gedichtsammlungen erschienen. 1994 zählte sie zu den Gründungsmitgliedern der demokratischen Vereinigung bulgarischer Schriftsteller, eine gegenüber dem postkommunistischen Bulgarischen Schriftstellerverband oppositionelle Schriftstellerorganisation. Nach einer schweren Erkrankung (2002–2003) und dem Tod Awerinzews konzentrierte sie sich ausschließlich auf ihre literarische Tätigkeit. Sie lebte und arbeitete in Wien insgesamt 27 Jahre lang, gemeinsam mit ihrem Sohn, dem Linguisten Velizar Sadovski, Dozent an der Österreichischen Akademie der Wissenschaften.
Neli Sadovska starb am 23. Juli 2019 im Alter von 76 Jahren in Wien und wurde im Hietzinger Friedhof bei Schönbrunn bestattet.

## Literarisches Schaffen
Die lyrischen Gedichte Sadovskas erschienen seit 1980 in den führenden literarischen Periodika Bulgariens wie der Literaturzeitschrift Plamăk, den spezialisierten Zeitungen Literaturen forum und Literaturen vestnik, den literarischen Almanachen More, Struma, Trakija und Jug, den gesellschaftspolitischen und literarischen Zeitschriften Demokratičeski pregled und Most, der Serie poetischer Jahrbücher des Nationalen Kulturpalastes in Sofia Lirika 2005, Lirika 2006, Lirika 2007, Lirika 2008, Lirika 2009, der literarischen Abteilung der Tageszeitung der Union der Demokratischen Kräfte Demokracija u. a. m. Zwischen 1990 und 2004 veröffentlichte sie zwölf Gedichtsammlungen. Die Anthologie Stăklopis / Stained Glass wurde als zweisprachige Ausgabe auf Bulgarisch und Englisch publiziert. Ihre Gedichte wurden bisher noch nicht ins Deutsche übertragen.
Sadovskas erstes poetisches Buch Sărce v trevite (= Ein Herz in den Gräsern) erschien 1989 nach der Wende. Bereits ihre ersten Gedichte stießen auf positive Reaktionen, z. B. durch die bulgarischen Dichter Boris Hristow, Binyo Iwanow, Nedjalko Jordanow, Nikolay Kantschew, Fedja Filkowa, Petăr Karaangow, Ekaterina Josifowa, Valentin Dischew, Dimităr Kerelezow, Javor Konstantinow, Nikolaj Iskărow sowie von renommierten Literaturhistorikern und -kritikern wie Mihail Nedeltschew, Atanas Swilenow, Zwetanka Atanasowa, Ljudmila Malinowa, Bogdan Bogdanow.
Öffentliche Lesungen ihrer Gedichte fanden im Rahmen der Serie Tvorci na živo (dt. Künstler live) am Nationalen Kulturpalast in Sofia, in der Stadtbibliothek Sofia, in Sendungen des Bulgarischen nationalen Rundfunks und des Bulgarischen nationalen Fernsehens sowie im bulgarischen Kulturinstitut Haus Wittgenstein in Wien statt.

## Werke (Auswahl)
- Sărce v trevite. (Kolekcija 39, Nr. 3). Krăg 39, Sofia 1990.[4]
- Steni pod naem. (Biblioteka Art’L). Kritika i humanizăm, Sofia 1991.[5]
- Studenec. Dilemma, Sofia 1992.[6]
- Ostrova. Ommo-Galaks, Sofia 1994.[7]
- Slameno leglo. Otečestvo, Sofia 1995[8], ISBN 954-419-051-1.
- Smokovnicata. Hejzăl, Sofia 1996[9], ISBN 954-8283-12-3
- Sărce v trevite. Zweite Ausgabe. Ango Boy, Sofia 1999[10], ISBN 954-737-020-0.
- Pustocveti.  Sofia: Izdatelsko atelie Ab, Sofia 1999[11], ISBN 954-9885-86-0.
- Slănčasala luna i luničavo slănce. Izdatelsko atelie Ab, Sofia 1999[12], ISBN 954-8786-67-2.
- Smokovnicata. Zweite Ausgabe. Izdatelsko atelie Ab, Sofia 1999[13], ISBN 954-9885-14-3.
- Nedelnite deca. Izdatelsko atelie Ab, Sofia 2000[14], ISBN 954-737-106-1.
- Kak luničavata slănčasalija svalja. Izdatelsko atelie Ab, Sofia 2001[15], ISBN 954-737-177-0.
- Pălna luna za slănceto e praznik. Izdatelsko atelie Ab, Sofia 2002[16], ISBN 954-737-296-3.
- Stăklopis / Stained Glass. Izdatelsko atelie Ab, Sofia 2003[17], ISBN 954-737-381-1.